# Praia de Santa Eulália
Praia de Santa Eulália
A Praia de Santa Eulália localiza-se no município de Albufeira, no Algarve, sul de Portugal. Esta praia de arribas baixas encontra-se envolvida pelo verde e fresco do pinhal circundante. O areal é amplo com muitos recantos resultantes das formações rochosas.

## Descrição
Este bonito e pequeno areal é conhecido como a praia da discoteca Locomia. Limpa, com bons acessos e infraestruturas, não chega para as encomendas durante o verão. 

## Arriba instável e vestígios históricos
O desmoronamento de uma arriba nesta praia no início de abril de 2013 levou a Administração da Região Hidrográfica do Algarve (ARH) e a Agência Portuguesa do Ambiente a darem início às obras de estabilização da arriba, em Albufeira,. No entanto, a identificação de vestígios arqueológicos no topo da arriba condicionou a intervenção.
A descoberta remonta a 2004, quando a equipa de arqueólogos do Município procedeu à realização de sondagens de diagnóstico naquela área, identificando vestígios de ossadas que acreditam estar relacionadas com a Ermida de Santa Eulália, que ali existiu durante a época medieval. Foram ainda encontradas peças que pertencem a um complexo industrial do período romano, composto por tanques onde os romanos faziam a salga do peixe e confeccionavam o “Garum”, um produto feito à base de vísceras de peixe, bastante apreciado na época e que era exportado para outros países.
Este é um achado bastante importante pelo conhecimento que traz do longo período romano da história do Algarve Central. Embora a arriba esteja a recuar e não possamos controlar o seu desmoronamento, estão a ser feitos os possíveis para preservar a informação arqueológica encontrada através do seu registo.